# 바탕 키아포
《바탕 키아포》(필리핀어: Batang Quiapo)는 2023년 방영된 필리핀의 텔레비전 드라마이다.

## 같이 보기
- ABS-CBN의 텔레비전 드라마 목록